# Zamršten
Zamršten je naseljeno mjesto u općini Foča, Republika Srpska, BiH. Nalazi se uz obalu rječice Moštanice, a sjeverno je Vrbnička rijeka.
Godine 1962. godine pripojeno je Tođevcu (Sl.list NRBiH, br.47/62).

## Stanovništvo
| Narod     | Popis 1961. |
| --------- | ----------- |
| Hrvati    |             |
| Muslimani | 146         |
| Srbi      |             |
| ostali    |             |
| Ukupno    | 146         |